# Bruno Polius
Bruno Polius of Bruno Polius-Victoire (8 mei 1958) is een Franse zanger. Begin jaren zeventig van de 20e eeuw was hij een solozanger van de Franse jongensband Les Poppys.
Hoewel de bezetting van deze boyband diverse malen gewijzigd is was Bruno de solist ten tijde van de grootste hit Non, non, rien n'a changé van de band.
Naast zijn solowerk binnen Les Poppys en Les Petits Chanteurs d'Asnières heeft Bruno ook diverse soloplaten uitgebracht.

## Selecte discografie
Naast zijn bijdragen aan de singles van Les Poppys heeft Polius onder andere de volgende singles uitgebracht:
- L'oiseau (1968, themanummer van de televisieserie Belle & Sébastien)
- Rosanna
- Hey l'homme (1973)
- Au revoir mama / Il faut que tu reviennes (1974)
- Un martiniquais, une polonaise (1976)

### Met Les Poppys
Naast bovenstaande soloplaten heeft hij als leadzanger en solist meegewerkt aan:
- Noël 70 (1970)
- Love, lioubov, amour (1970)
- Non, je ne veux pas faire la guerre... (1970)
- Isabelle, je t'aime (1970)
- Non, non, rien n'a changé (1971)
- Non, ne criez pas... (1971)
- Des chansons pop (1971)
- L'Enfant do (1972)
- Liberté (1972)
- Il faut une fleur pour faire le monde (1976)
- Visite (Lenny Kuhr) (1980), samen met Lenny Kuhr